# Wzgórza Włodzickie

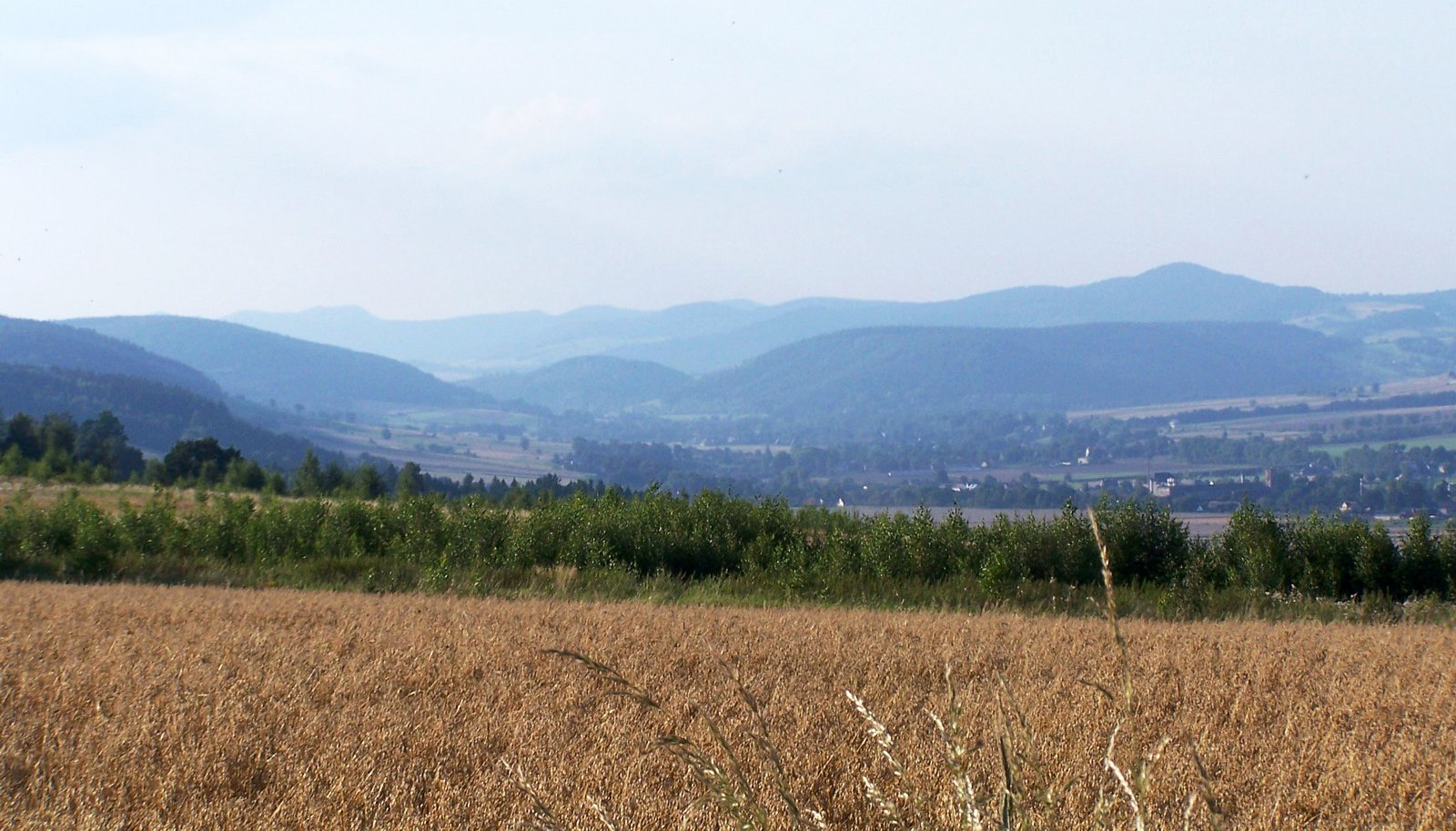
Wzgórza Włodzickie – widok ze Wzgórz Ścinawskich

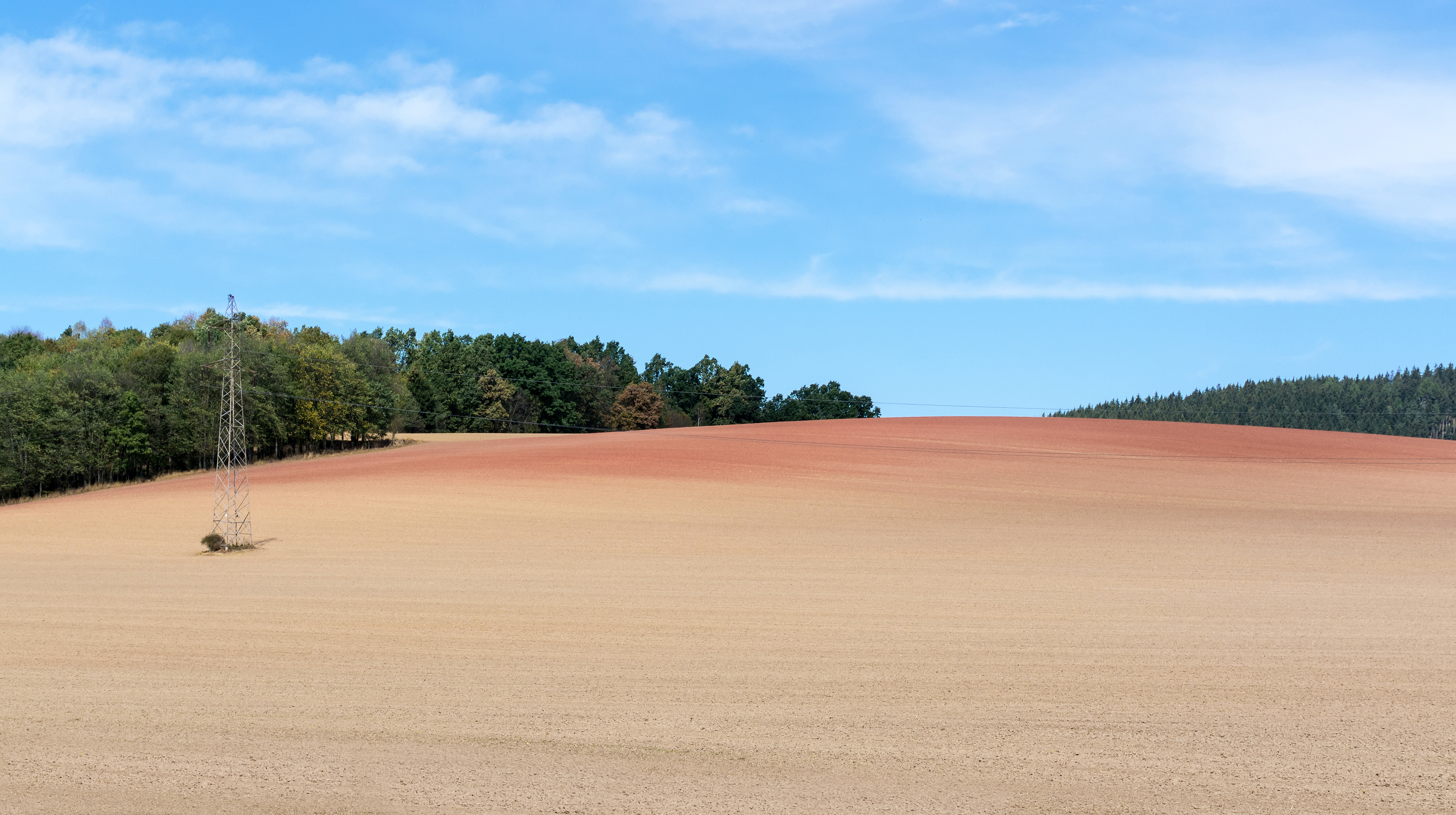
Chmielnik

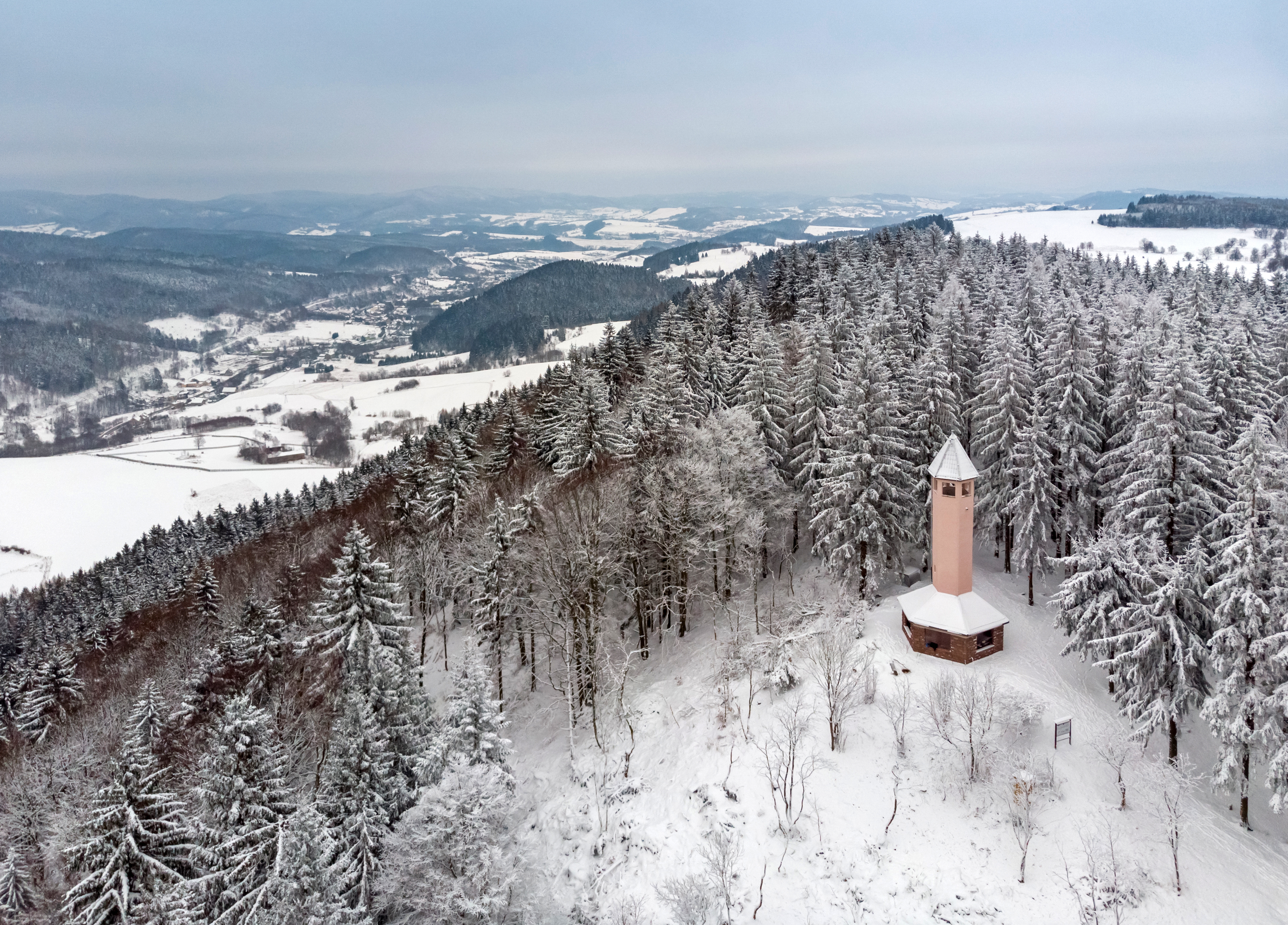
Wieża widokowa na Włodzickiej Górze (757 m n.p.m.)

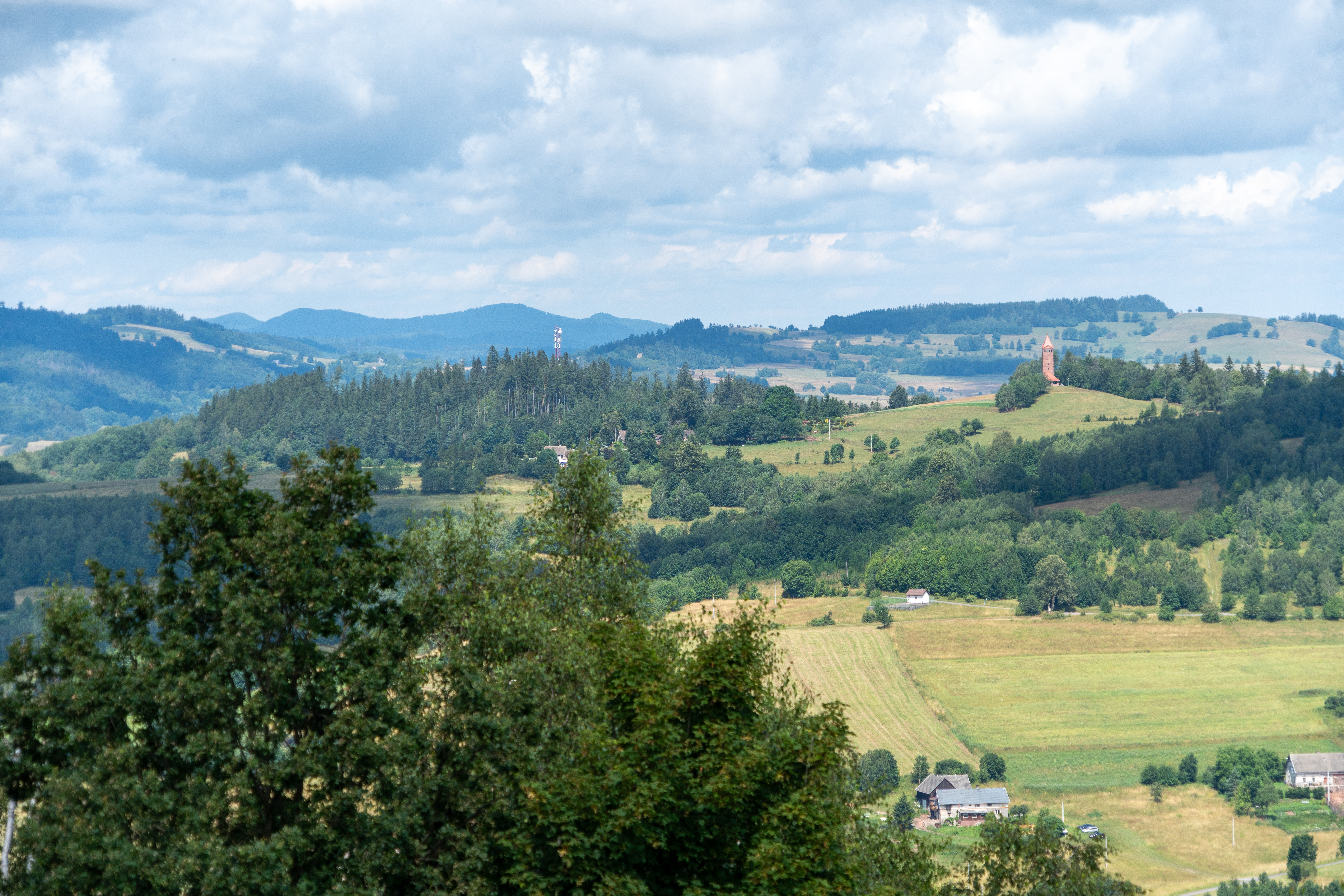
Widok z Góry Wszystkich Św. na Wzgórza: po lewej Krępiec, po prawej Góra św. Anny z wieżą

Wzgórza Włodzickie (niem. Neuroder Berge) – małe pasmo górskie w Sudetach Środkowych, w południowo-zachodniej Polsce, w województwie dolnośląskim, w gminie Nowa Ruda.

## Opis
Wzgórza Włodzickie to niewielkie pasmo górskie złożone z kilkunastu widokowych wzniesień nieprzekraczających 800 m n.p.m. o powierzchni ponad 70 km², położone w dorzeczu Włodzicy i jej dopływów w północno-zachodniej części ziemi kłodzkiej. Wciśnięte są między Góry Suche a Wzgórza Wyrębińskie. Pasmo ciągnie się na długości 20 km, od miejscowości Świerki do okolic Gorzuchowa. Od południowego zachodu graniczy z Górami Suchymi i Obniżeniem Ścinawki, od południowego wschodu z Kotliną Kłodzką, a od północnego wschodu z pasmami Gór Sowich: Garbem Dzikowca oraz Wzgórzami Wyrębińskimi, od których wzgórza oddziela dolina Włodzicy. Część północno-zachodnia ma charakter wyraźnego grzbietu z kulminacją Włodzickiej Góry (757 m n.p.m.). W środkowej części znajduje się Obniżenie Noworudzkie. Na południowym wschodzie od Obniżenia Noworudzkiego aż do Obniżenia Bożkowa ciągnie się kolejny człon kopulastych wzgórz z kulminacjami Góry św. Anny (647 m n.p.m.), Góry Wszystkich Świętych (648 m n.p.m.) i Kościelca (586 m n.p.m.). Najbardziej na południowy wschód ciągnie się najniższa część z wzniesieniami: Wilkowiec (598 m n.p.m.), Tylna (556 m n.p.m.), Chmielnik (408 m n.p.m.) i Grodziszcze (396 m n.p.m.).

## Budowa geologiczna
Wzgórza Włodzickie leżą w obrębie niecki śródsudeckiej i metamorfiku kłodzkiego. Zbudowane są z prekambryjskich gnejsów, amfibolów i diabazów, zieleńców, łupków łyszczykowych, fyllitów, wapieni. Podnóże wzgórza wypełniają warstwy: dewońskie, karbońskie i permskie – piaskowce, zlepieńce, mułowce, łupki kwarcowe, lidyty, na których leży kilkusetmetrowej grubości płyta piaskowców górnokredowych, osadzonych w czasie ostatniej transgresji morskiej, która w trzeciorzędzie została zdyslokowana.

## Surowce mineralne
W wielu miejscach znajdowały się niewielkie kamieniołomy, w których wydobywano czerwone piaskowce, tzw. „piaskowce budowlane”. Z tych piaskowców zbudowanych jest wiele wiaduktów kolejowych i innych budowli w okolicy. Na północnym zboczu Włodzickiej Góry znajduje się nieczynny kamieniołom melafiru.

## Rzeźba
Wzgórza Włodzickie pod względem geologicznym przedstawiają strukturę monolitu, którego oś jest zgodna z kierunkiem zrębu uskoku sudeckiego (z północnego zachodu na południowy wschód), poprzecinanego w poprzek przełomami rzek Włodzicy i Dzika, które dzielą blok na trzy części, silnie kontrastujące krajobrazowo z górami, które rozdzielają (Kamiennymi na południowym zachodzie oraz Sowimi na północnym wschodzie). Najwyższe wzniesienia wzgórz nie przekraczają 800 m n.p.m.
Szczyty
- Włodzicka Góra 757 m n.p.m.
- Pisztyk 711 m n.p.m.
- Pardelówka (Góra Wiatrów) 707 m n.p.m.,
- Góra Wszystkich Świętych 648 m n.p.m.
- Góra św. Anny 647 m n.p.m.
- Krępiec 645 m n.p.m.,
- Sokoli Garb 615 m n.p.m.
- Kościelec 615 m n.p.m.
- Wilkowiec 598 m n.p.m.
- Grodziszcze 396 m n.p.m.[3]

## Krajobraz
Cały obszar jest górzysty i poprzecinany w poprzek przełomami rzek na trzy segmenty, średnio zaludniony i niezalesiony poza nielicznymi wzniesieniami. Większość obszaru zajmują łąki i użytki rolne pooddzielane miedzami. Krajobraz w większości jest przeobrażony, znajdujące się w północno-zachodniej części Włodzicka Góra porośnięta jest sztucznym lasem świerkowym, a pod samym szczytem znajdują się pozostałości kamieniołomu. W tej najmniej zaludnionej części zachowały się w krajobrazie pozostałości po PGR-rze, który z końcem XX wieku został zlikwidowany.

## Wody
Wzgórza odwadniane są przez Włodzicę i Ścinawkę oraz ich dopływy (dorzecze Nysy Kłodzkiej) w kierunku południowego wschodu, a także przez Bystrzycę wraz z jej dopływami (dorzecze Odry) w kierunku północnym. Na wzgórzach znajdują się źródła Włodzicy i Bystrzycy.

## Komunikacja
- Linia kolejowa nr 286 z Kłodzka do Wałbrzycha, od strony Kłodzka prowadzi podnóżem południowego zbocza, a przez przełom Włodzicy w kierunku Wałbrzycha przechodzi na podnóże północnego zbocza.
- drogi wojewódzkie: droga nr 381 przechodzi północno-wschodnim podnóżem wzgórza, przez przełom Włodzicy przechodzi droga nr 385. Po stronie południowo-zachodniej równolegle do wzgórz doliną Marcowskiego Potoku prowadzi widokowa droga lokalna Świerki – Włodowice.

## Klimat
Umiarkowany środkowoeuropejski górski z wpływami oceanu. Zachmurzenie: średnie występuje w okresie jesienno-zimowym, najmniejsze w lecie. Opadom często towarzyszą gwałtowne burze z wyładowaniami. Wysokie opady, umiarkowane średnie temperatury roczne, specyficzne położenie oraz wysokość względna terenu tworzą dogodne warunki dla flory i fauny.

- maksimum termiczne: lipiec-wrzesień, średnia temperatura ok. 19 °C
- minimum termiczne: styczeń-luty, średnia temperatura powietrza ok. −7 °C
- średnia temperatura roczna oscyluje w granicach 7 °C
- czas trwania zimy: 15–18 tyg.
- okres wegetacyjny: rozpoczyna się w drugiej dekadzie kwietnia i trwa ok. 185 dni.
- lato termiczne: ok. 8 tyg.
- opady roczne:
  - w granicach 500–600 mm
  - maksimum opadowe: lipiec
  - minimum opadowe: luty
- zaleganie śniegu: około 50 dni
- dominujące wiatry: południowo-zachodnie

## Ludność
Okolice wzgórz zamieszkuje ludność napływowa, po wojnie przybyli tu ludzie z centralnej Polski, przymusowi polscy wysiedleńcy z Kresów oraz ludzie powracający z emigracji (głównie polscy górnicy pracujący we Francji), pozostało tu również wielu niemieckich górników, którzy pracowali w okolicznych kopalniach węgla kamiennego. Większość ludności zamieszkuje w środowisku wiejskim.

## Historia
Na wzgórzu w pobliżu wsi Świerki w 1807 r. podczas wojen napoleońskich miała miejsce potyczka oddziałów pruskich i Bawarczyków w służbie Napoleona. Prusacy zostali rozproszeni i wyparci w Góry Suche, w stronę Czech, gdzie prawie w całości dostali się do niewoli.

## Atrakcje turystyczne

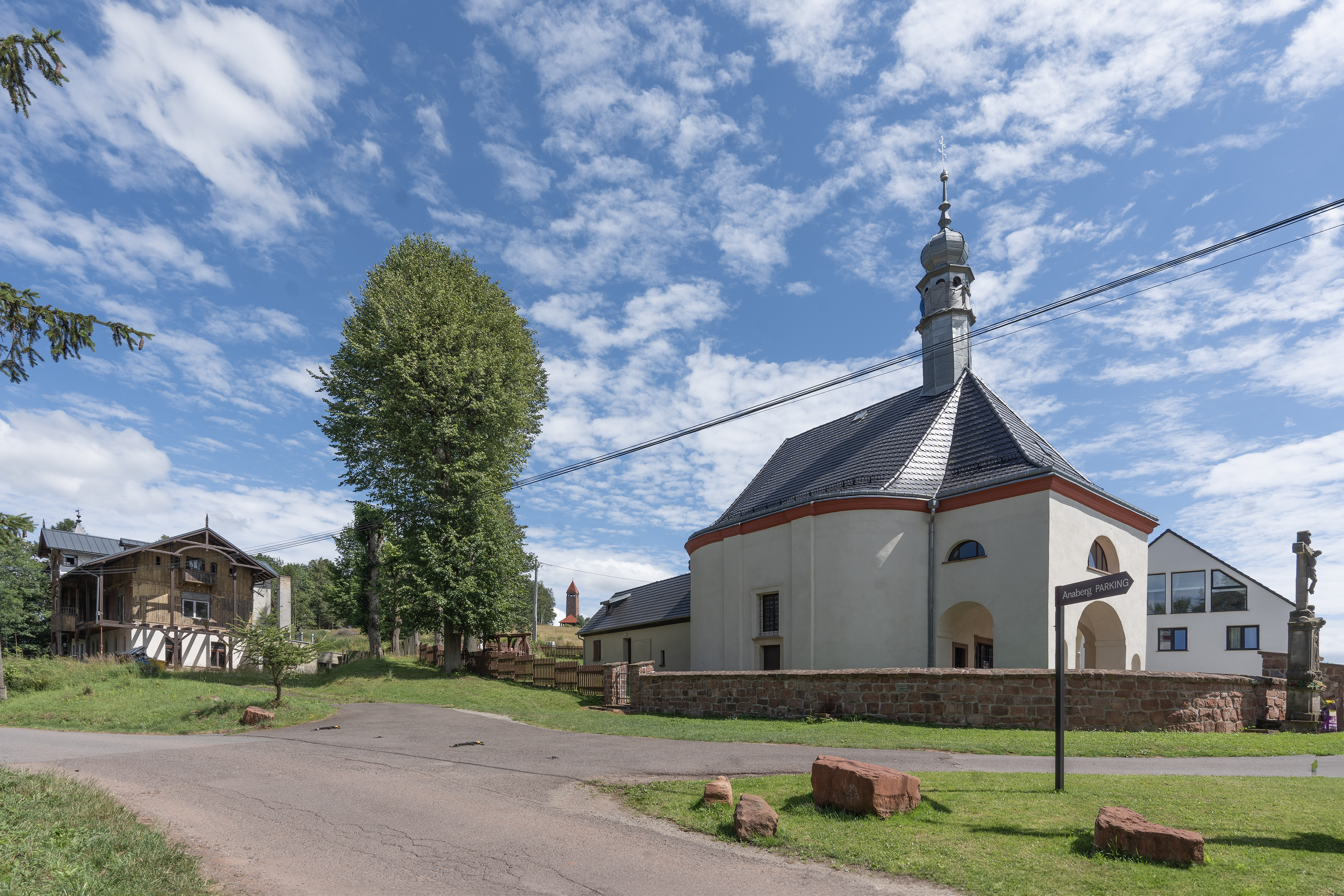
Przełęcz pod Krępcem z byłym schroniskiem i kościołem, dalej Góra św. Anny z wieżą

- Włodzicka Góra (757 m n.p.m.) – punkt widokowy i wieża widokowa
- Dolina Marcowskiego Potoku
- Góra Wszystkich Świętych (648 m n.p.m.) – z wieżą widokową
- Góra św. Anny (647 m n.p.m.) – z wieżą widokową
- Przełom Włodzicy
- Budynki stacji kolejowych w Świerkach, Ludwikowicach kłodzkich, Nowej Rudzie
- Ruiny wieży widokowej na górze Grodziszcze (396 m n.p.m.)

Z większości bezleśnych, szczytów i stoków rozciąga się szeroka panorama Gór Sowich, Gór Suchych, Kotliny Kłodzkiej, a także Gór Stołowych, Kotliny Broumovskiej i dalej położonych pasm górskich. Z wież widokowych widać Karkonosze i Masyw Śnieżnika. Walory widokowe tych wzgórz doceniono już w ubiegłym stuleciu. Zachowane do dziś pozostałości przedwojennego zagospodarowania turystycznego (wieże widokowe, schroniska, drogowskazy) są już swoistą atrakcją. Godne uwagi są dwie kaplice odpustowe, szereg krzyży i kapliczek przydrożnych oraz zabytki Nowej Rudy, Bożkowa i okolic.

## Zabytkowe obiekty
- Budynki stacji kolejowych w: Świerkach, Ludwikowicach Kł., Nowej Rudzie
- Domy tkaczy nad Włodzicą (ul. Nadrzeczna)
- Figura Jana Chrzciciela w Rynku w Nowej Rudzie
- Kościół Matki Boskiej Bolesnej w Nowej Rudzie
- Kościół św. Mikołaja w Nowej Rudzie z murami oporowymi i schodami od ul. Fredry
- Kościół św. Barbary w Nowej Rudzie w Drogosławiu
- Kościół Bożego Ciała w Nowej Rudzie, ul. Kolejowa)
- Kościół św. Michała Archanioła w Ludwikowicach Kłodzkich, barokowy
- Kościół św. Mikołaja w Świerkach, barokowy
- Kaplica loretańska w Nowej Rudzie, barokowa, ul. Cmentarna
- Tunele pod Świerkową Kopą, 609 m n.p.m., kolejowy
- Wiadukt kamienny nad ul. Podjazdową, jeden z najstarszych na Dolnym Śląsku
- Wiadukty kolejowe w Nowej Rudzie, Ludwikowicach
- Wieża widokowa na Górze Świętej Anny
- Wieża widokowa na Górze Wszystkich Świętych
- Zamek Stillfriedów w Nowej Rudzie

## Miejscowości
- Ludwikowice Kłodzkie
- Włodowice
- Świerki
- Krajanów
- Sokolica
- Dworki
- Jaworów
- Bieganów
- Bożków
- Nowa Ruda